# Alkaan

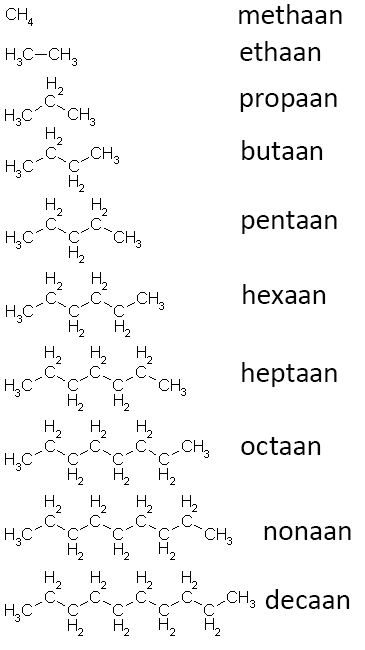
Structuurformule van de eerste tien lineaire alkanen.

Een alkaan is een eenvoudige koolwaterstof zonder functionele groepen of dubbele bindingen. Alkanen worden gekenmerkt door de molecuulformule {\displaystyle {\ce {C{_{n}}H{_{2}_{n}_{+2}}}}} en hebben alleen enkelvoudige bindingen. Het zijn dus verzadigde koolwaterstoffen. Alkanen kunnen lineaire of vertakte ketens zijn. De alkanen hebben alle een naam die op 'aan' eindigt. De rest van de systematische naam is gebaseerd op de langste keten van koolstofatomen in het molecuul, plus de naam van elk van de vertakkingen.
Een lineair alkaan werd vroeger wel een n-alkaan genoemd, met de n voor normaal, en een vertakt alkaan een iso-alkaan. Ringvormige alkanen worden cycloalkanen genoemd.

## Reactiviteit
Alkanen zijn weinig reactief, want:
- het zijn verzadigde koolwaterstoffen, koolstof en waterstof hebben vrijwel dezelfde elektronegativiteit waardoor er vrijwel geen lading op koolstof of waterstof aanwezig is.
- er zijn geen centra die lading, en daarmee reactiviteit op basis van schuivende ladingen, zouden kunnen genereren.

Alle alkanen kunnen in een verbrandingsreactie met zuurstof reageren. Verbranding treedt alleen in de gasfase op. Naarmate het aantal C-atomen in een molecuul groter is en de moleculen daardoor minder vluchtig zijn, is de verbranding van de stof moeilijker. Het gaat bij de verbranding van alkanen om een chemische reactie, waarbij (ongeladen) radicalen een belangrijke rol spelen. Andere typen reacties kunnen ook plaatsvinden, zoals een substitutiereactie met behulp van halogenen en degradatie, onder andere kraken, onder invloed van licht of warmte.
De algemene vergelijking voor volledige verbranding van alkanen is:
{\displaystyle {\ce {2C_{n}H_{{2n}+{2}}{+}(3{n}+ 1) O2 -> (2{n}+ 2) H2O + 2{n}CO2}}}
Als er niet genoeg zuurstof aanwezig is voor een volledige verbranding, kan er koolstofmonoxide en koolstof, bijvoorbeeld in de vorm van roet, ontstaan. Hieronder staan voorbeelden van onvolledige verbranding met methaan:
- {\displaystyle {\ce {2CH4 + 3O2 -> 4H2O + 2CO}}}
- {\displaystyle {\ce {CH4 + O2 -> 2H2O + C}}}

Alkanen kunnen ook met een halogeen reageren, met fluor, chloor, broom en jood. In zo'n halogeneringsreactie worden waterstofatomen in het alkaanmolecuul door een halogeenatoom vervangen en ontstaat er een halogeenalkaan.

## Toepassingen
Alkanen worden toegepast als basisproducten in de chemische industrie. Lagere alkanen met weinig C-atomen worden als brandstof gebruikt, zoals aardgas, lpg, benzine), of als oplosmiddel voor organische stoffen. Hogere alkanen worden gebruikt als smeerolie, bijvoorbeeld vaseline en paraffine.
Samengeperst butaan wordt als butagas en campinggas gebruikt voor koken en verwarming.

## Eigenschappen

kookpunt
smeltpunt in graden Celsius
eerste 14 n-alkanen

Een alkaan is een eenvoudige koolwaterstof en bestaat dus uitsluitend uit koolstof- en waterstofatomen. Het eenvoudigste alkaan is methaan: {\displaystyle {\ce {CH4}}}. Koolstof heeft vier elektronen in de buitenste elektronenschil. Alle vier deze elektronen moeten een binding hebben om ervoor te zorgen dat het alkaan stabiel is. Alkanen bezitten alleen enkele bindingen tussen de koolstofatomen. De molecuulformule van alkanen is {\displaystyle {\ce {C{_{n}}H{_{2}_{n}_{+2}}}}}. Voor elk C-atoom in een alkaan moeten er twee waterstofatomen staan. De laatste twee waterstofatomen zitten aan het begin en aan het einde van de keten. Alkanen kunnen lineaire of vertakte ketens zijn.
Naarmate het molecuul groter wordt, stijgen het smelt- en kookpunt van het alkaan. Onder standaardomstandigheden zijn de alkanen van {\displaystyle {\ce {CH4}}} tot {\displaystyle {\ce {C4H10}}} gasvormig, van {\displaystyle {\ce {C5H12}}} tot {\displaystyle {\ce {C17H36}}} vloeibaar en verder vanaf {\displaystyle {\ce {C18H38}}} vast. Het kookpunt neemt per toegevoegde {\displaystyle {\ce {CH2}}}-groep toe met 20 tot 30 °C. De alkanen met zestien of meer koolstofatomen worden ook wel de hogere alkanen genoemd. De verhoging van het kookpunt wordt verklaard door de grotere oppervlakte van het molecule waardoor ook de onderlinge vanderwaalskrachten toenemen. Het smeltpunt neemt ook per toegevoegde {\displaystyle {\ce {CH2}}}-groep toe, maar minder dan het kookpunt. Het smeltpunt is immers ook afhankelijk van de stapeling van moleculen in het kristalrooster.
Koolwaterstoffen zijn apolaire moleculen, omdat waterstof en koolstof ongeveer dezelfde elektronegativiteit hebben. De lading is gelijk verdeeld over het molecuul. Dit betekent dat koolwaterstoffen niet gemakkelijk reageren met andere moleculen. Bovendien zijn ze bijna onoplosbaar in polaire oplossingen zoals water.
De koolwaterstoffen kunnen worden verdeeld in drie klassen: alkanen, alkenen en alkynen. Een groep stoffen met alle dezelfde molecuulformule wordt ook wel een homologe reeks genoemd. Stoffen binnen een homologe reeks hebben veel overeenkomende chemische eigenschappen. Dit is ook het geval bij de alkanen. Zo zijn alkanen goede brandstoffen: bij verbranding komt er veel energie vrij. De IUPAC, International Union of Pure and Applied Chemistry, heeft een aantal regels opgesteld voor de naamgeving van koolwaterstoffen. Het voorvoegsel van de naam geeft het aantal C-atomen aan.

## Cycloalkanen
Een speciaal type alkanen zijn de cycloalkanen. Het 'cyclo' duidt erop dat ze rond zijn. Cycloalkanen zijn ringvormig. Het eenvoudigste cycloalkaan is cyclopropaan dat bestaat uit drie koolstofatomen. Door hun ringvorm hebben cycloalkanen twee waterstofatomen minder dan de normale alkanen. Hun formule is dus {\displaystyle {\ce {C{_{n}}H{_{2}_{n}}}}}. Cycloalkanen hebben dezelfde molecuulformule als de alkenen, dus zijn cycloalkanen en alkenen isomeren van elkaar.

## Aggregatietoestand

### Gasvormige alkanen
Methaan {\displaystyle {\ce {CH4}}} of moerasgas, is de eenvoudigste koolwaterstof. Het is in 1778 door Alessandro Volta ontdekt en is het voornaamste bestanddeel van aardgas. Het wordt in natuurlijke vorm aangetroffen in samenhang met aardolie en andere fossiele brandstoffen en heeft een vergelijkbare geologische oorsprong, ontstaan uit vergane resten organisch materiaal. Het is bij kamertemperatuur en normale luchtdruk een gas.
Ethaan is de tweede verzadigde koolwaterstof. De molecuulformule is {\displaystyle {\ce {C2H6}}} en de structuurformule is {\displaystyle {\ce {CH3\!-\!CH3}}}. Ethaan is onder normale omstandigheden een kleur- en reukloos gas. Het is naast methaan een bestanddeel van aardgas. Ethaan wordt als aardgas vooral gebruikt voor verwarming door verbranding. Het dient ook als grondstof voor synthese van etheen, azijnzuur en andere chemische verbindingen.
Propaan is de derde in de rij. De molecuulformule is {\displaystyle {\ce {C3H8}}} en de structuurformule is {\displaystyle {\ce {CH3\!-CH2\!-\!CH3}}}. Het gas wordt gewonnen uit aardolie. Het is bij kamertemperatuur een kleur- en reukloos gas dat uiterst brandbaar is. Doordat het zwaarder is dan lucht, kan het zich bij onvoldoende ventilatie laag bij de grond ophopen, waardoor een gevaarlijke situatie kan ontstaan.
Butaan is de vierde. De molecuulformule is {\displaystyle {\ce {C4H10}}} en de structuurformule is {\displaystyle {\ce {CH3\!-CH2\!-CH2\!-\!CH3}}}. Bij kamertemperatuur is butaan een brandbaar gas dat als brandstof wordt gebruikt. Het heeft ook in de chemische industrie tal van toepassingen en wordt uit aardolie gewonnen.

### Vloeibare alkanen
De alkanen pentaan {\displaystyle {\ce {C5H12}}} tot en met hexadecaan {\displaystyle {\ce {C16H34}}} zijn bij kamertemperatuur vloeibaar. Pentaan is zeer vluchtig, hexadecaan is stroperig en de tussenliggende alkanen hebben eigenschappen die tussen die twee uitersten in liggen.

### Vaste alkanen
Alle alkanen vanaf heptadecaan {\displaystyle {\ce {C17H36}}} zijn bij kamertemperatuur vaste stoffen. Hoe langer de koolstofketen van het alkaan, hoe meer de eigenschappen van polyetheen worden benaderd.
Methaan · Ethaan · Propaan · Butaan · Pentaan · Hexaan · Heptaan · Octaan · Nonaan · Decaan · Undecaan · Dodecaan · Tridecaan · Tetradecaan · Pentadecaan · Hexadecaan · Heptadecaan · Octadecaan · Nonadecaan · Eicosaan · Tetracosaan · Pentacosaan · Nonacosaan · Hentriacontaan